# Brixia semistriata
Brixia semistriata är en insektsart som beskrevs av Van Stalle 1983. Brixia semistriata ingår i släktet Brixia och familjen kilstritar. Inga underarter finns listade i Catalogue of Life.